# Український народ в його минулому та теперішньому
«Український народ в його минулому та теперішньому» (рос. дореф. «Украинскій народъ въ его прошломъ и настоящемъ») — перша енциклопедія українознавства, яка з'явилася з ініціативи М. Грушевського в 1914—1916 роках у Петрограді в 2 томах (понад 700 сторінок великого формату, численні ілюстрації), за ред. Ф. Вовка, М. Грушевського, М. Ковалевського, Ф. Корша, А. Кримського, М. Туган-Барановського та О. Шахматова.
Авторами були українські і російські вчені. Вибух війни завадив появі двох наступних томів.
Головні статті:
- з історії українського народу М. Грушевського;
- з історії української мови О. Шахматова;
- географії України С. Рудницького;
- статистики українського населення О. Русова, В. Охримовича і С. Томашівського;
- про антропологічні особливості українського народу Ф. Вовка;
- про етнографічні особливості українського народу Ф. Вовка;
- про звичаєве право П. Єфименка.